# Miljenko Mumlek
Miljenko Mumlek (Varaždin, 21. studenog 1972.) je bivši hrvatski nogometaš. Profesionalnu karijeru je započeo u Varaždinu i ubrzo postao jedan od najvažnijih igrača NK Varteksa. Posebno se ističe njegov nastup na Kupu pobjednika kupova kada je protiv Heerenveena postigao odlučujuće pogotke za ulazak u četvrtfinale. U ljeto 1999. godine prelazi u NK Dinamo Zagreb i s Dinamom je ubilježio četiri nastupa u Ligi prvaka.
Nakon ispadanja Dinama iz Lige prvaka, nastavio jr igrati za Dinamo, ali zbog brojnih povreda veći dio sezone provodi na klupi. Nakon toga se vratio u NK Varteks, gdje se ponovno vraća u formu i u kolovozu 2000. potpisuje za belgijski Standard iz Liègea. U Belgiji je odigrao dvije sezone i nakon toga se vraća u Hrvatsku i potpisuje za NK Slaven Belupo. Nakon dvije sezone u Slavenu vraća se u rodni Varaždin, gdje je usprkos godinama ponovno bio glavni Varteksov igrač.
U listopadu 2009. postigao je svoj 100. pogodak u 1. HNL., a nakon sezone 2009./10. imao je 107 postignutih pogodaka u 1. HNL.
Dvaput je osvojio trofej Varaždinskih vijesti u kojem navijači, treneri i novinari ocjenjuju igrače Varteksa nakon svake odigrane utakmice, a to je uspio u svojoj 37. i 38. godini.
Dana, 13. prosinca 2011. nepravomoćno je osuđen na sedam mjeseci zatvora zbog namještanja utakmica.